# Cashel (ort i Irland, Munster)
Cashel (iriska: Caiseal) är en ort i republiken Irland.   Den ligger i provinsen Munster, i den centrala delen av landet, 140 km sydväst om huvudstaden Dublin. Cashel ligger 111 meter över havet och antalet invånare är 2 798.
Terrängen runt Cashel är platt, och sluttar västerut.Runt Cashel är det ganska glesbefolkat, med 21 invånare per kvadratkilometer. Närmaste större samhälle är Thurles, 19,3 km norr om Cashel. Trakten runt Cashel består i huvudsak av gräsmarker.